# Deutscher Michel

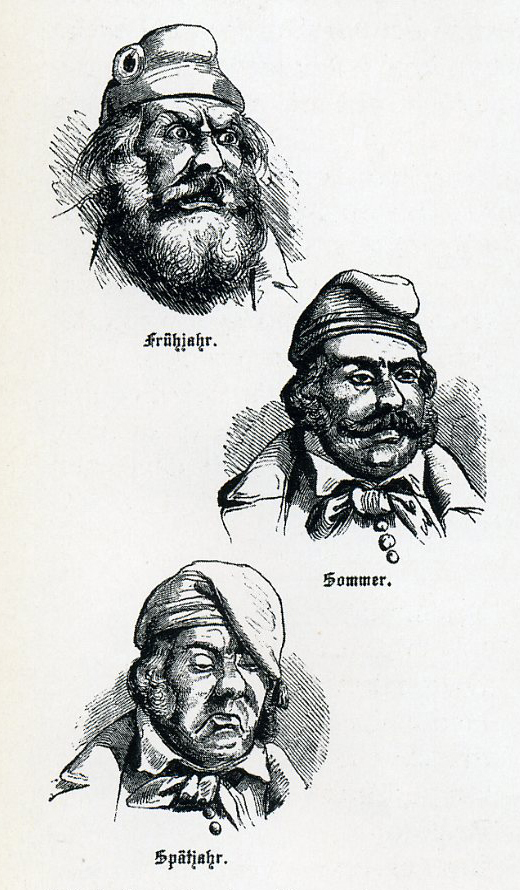
Der Deutsche Michel et son bonnet au cours de l'année révolutionnaire 1848 : successivement, de haut en bas, au printemps (Frühjahr), en été (Sommer), puis en fin d'année (Spätjahr).

Der deutsche Michel (littéralement : « le Michel allemand ») est une personnification nationale des Allemands, qui a probablement été créée dès la Renaissance. Aujourd'hui, le personnage est utilisé presque exclusivement dans des caricatures. Il est traditionnellement représenté portant bonnet et chemise de nuit.

## Représentation
Son attribut le plus frappant est son bonnet de nuit ou Zipfelmütze. Les premières représentations picturales d'un Michel datent de la première moitié du 19e siècle. Sa forme picturale fait référence à des prédécesseurs littéraires ou à une compréhension populaire de la figure. Le Michel a atteint le véritable sommet de sa popularité dans les années 1840.
Les caractéristiques et la nature du personnage sont toujours une question politique. L'opinion selon laquelle le Michel remonte à l'archange Michel (protecteur de l'Allemagne depuis la bataille de Lechfeld en 955) ou au général de cavalerie Hans Michael Elias von Obentraut est encore répandue aujourd'hui. Mais il n'y a aucune preuve à l'appui de l'une ou l'autre des explications. La plus ancienne tradition documentée se trouve dans un dictionnaire des proverbes publié par Sébastien Franck en 1541 - quelques décennies avant la naissance d'Obentraut. Le Deutsche Michel désigne ici un imbécile, un idiot et un fantasme. Dans d'autres sources contemporaines, on trouve des utilisations similaires.

## Origine de l'expression
En sciences, l'opinion a généralement prévalu que l'expression « ein deutscher Michel » serait une formule de la Renaissance. L'humanisme en Allemagne avait choisi le latin comme langue. Ainsi il y a un fossé entre la langue des intellectuels et la langue de du peuple. Cela a conduit à une culture qui cherchait à se connecter avec d'autres pays. Dans ce contexte, l'expression « Michel allemand », qui était également occupée négativement, est probablement née d'une interaction entre les stéréotypes des étrangers dans la Renaissance sur les Allemands qui mangent trop, boivent et somnolent, avec l'image paysanne allemande de la fin du Moyen Âge. Donc le terme s'est chargé d'une connotation péjorative en renforçant dans le temps de l'humanisme un stéréotype négatif du simple paysan.
Durant la guerre de Trente Ans, de nombreux auteurs comme Grimmelshausen ont par conséquent fait du Michel un symbole de l'émancipation culturelle des gens ordinaires de langue maternelle allemande. Même au milieu du XVIIIe siècle, l'écrivain satirique Gottlieb Wilhelm Rabener a eu recours au personnage afin d'attaquer un manque de respect général des classes bourgeoises pour la poésie allemande. Le terme est mobilisé dès 1630 dans la lutte contre les mots de l'origine étrangère, notamment comme titre d'un feuillet satirique, « Teutscher Michel », qui est l'un des phénomènes les plus remarquables du purisme linguistique allemand : Ich teutscher Michel / Versteh schier nichel / In meinem Vatterland / Es ist ein schand,. Gottlieb Wilhelm Rabener utilisait encore le terme au milieu du XIIIe siècle pour déplorer le mépris général de la poésie allemande. En même temps, le personnage de "Vetter Michel" (cousin Michel) gagne en popularité. Les attributs qui lui étaient attribués étaient le confort, l’honnêteté et un besoin privé et public de paix et de tranquillité, la figure allégorique d'un brave citoyen, naïf et simple, a gagné en popularité. Au XIXe siècle, à l'ère du Biedermeier conservateur opposé à la « Jeune Allemagne » (Vormärz), la notion de personnage a été redéfinie au sens politique. Diverses interprétations peuvent être trouvées dans des périodiques humoristiques et dans la littérature de la première moitié du XIXe siècle. Il y est souvent présenté comme une victime de l'oppression dans un rôle masochiste.

## Michelau temps duVormärz

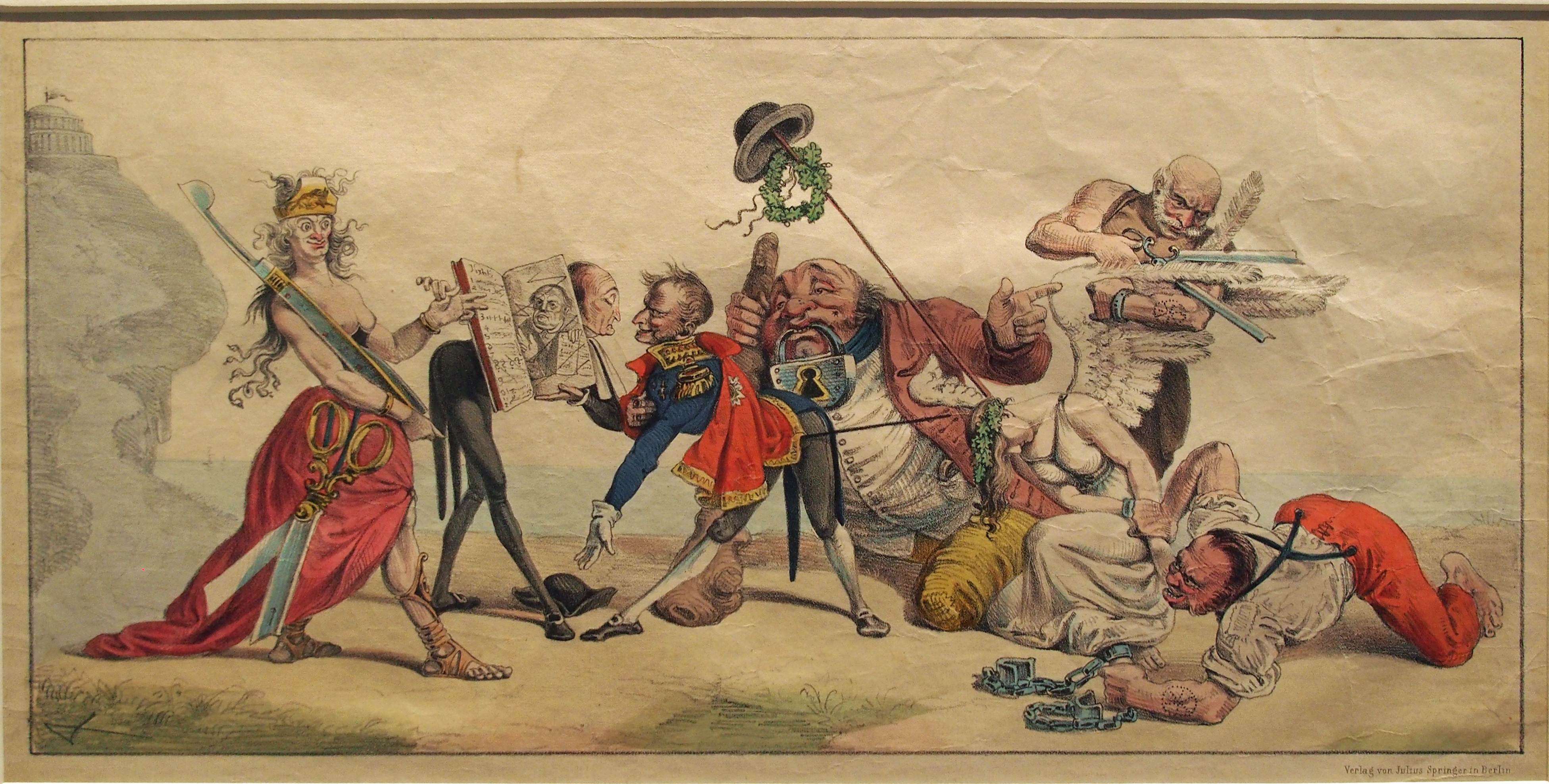
Deutscher Michel aux mains de la censure, caricature de Johann Richard Seel (1842).

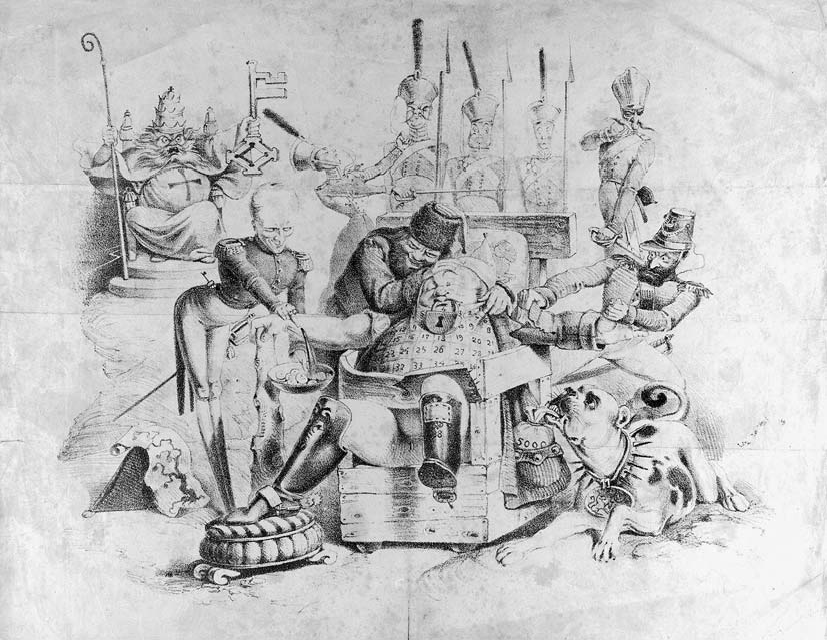
Der deutsche Michel, August 1842, caricature de Johann Richard Seel (1842).

Les représentations de Michel, faisant allusion au garçon paysan naïf ou au bonhomme, sont sans doute les plus courantes. Dans le Wörterbuch der deutschen Sprichwörter und Sinnreden de 1840 de Joseph Eiselein, le terme fait référence à „das ganze schwerleibige deutsche Volk“; l'encyclopédie générale allemande réelle de 1846 voit Michel comme la personnification des «folies et perversités» de la nation allemande. Fondamentalement, la figure à cette époque est déjà le symbole collectif du peuple allemand et de sa nature au sens actuel.
Ernst Moritz Arndt a tenté, comme certains de ses contemporains, de transférer l'image transmise de Michel dans un nouveau contexte traditionnel. De l'hypothèse qu'il y avait une relation synonyme entre le terme Michel et la mentalité allemande, il a conclu que les attributs du Michel dépendent de la situation politique et du développement historique, ce qui était absolument correct pour les idées de Michel de son époque. Sa conclusion mythologiquement glorifiée et polémique des caractéristiques du Michel au type d'un Wehrbauer médiéval, qui suit, surcharge beaucoup trop l'étymologie du Michel allemand. Des approches trompeuses similaires, telles que la spéculation sur le général de cavalerie Obentraut comme homonyme, sont encore répandues - bien qu'elles aient été réfutées par la science depuis plus de cent ans.